# Сарачена
Сарачѐна (на италиански: Saracena) е малко градче и община в Южна Италия, провинция Козенца, регион Калабрия. Разположено е на 692 m надморска височина. Населението на общината е 3915 души (към 2012 г.).